# مامورو أوشي
مامورو اوشي (باليابانية: 押井 守) مخرج وصانع أفلام وكاتب سيناريو ياباني، ولد يوم 8 آب 1951 في أوتا، طوكيو، اليابان.

## أعماله

### أفلام
- بيضة الملاك (1985) - إخراج
- غوست إن ذا شيل (1995) - إخراج
- أفالون (2001) - إخراج
- غوست إن ذا شيل 2: اينوسنسو (2004) - إخراج
- غوست إن ذا شيل 2.0 (2008) - إخراج

### مسلسلات
- مغامرات نيلز (1980)
- بيل وسيباستيان (1981)

## روابط أضافية
- الموقع الرسمي (باليابانية)
- مامورو أوشي على موقع IMDb (الإنجليزية)
- مامورو أوشي على موقع ألو سيني (الفرنسية)
- مامورو أوشي على موقع ميوزك برينز (الإنجليزية)
- مامورو أوشي على موقع أول موفي (الإنجليزية)
- مامورو أوشي على موقع قاعدة بيانات الأفلام السويدية (السويدية)
- مامورو أوشي على موقع قاعدة بيانات الفيلم (الإنجليزية)
- مامورو أوشي على موقع كينوبويسك (الروسية)
- مامورو أوشي على موقع ANN person (الإنجليزية)
- 52 في شبكة أخبار الأنمي